# 田中義具
田中 義具（たなか よしとも、1935年 - 2015年6月20日）は、日本の外交官。
在バングラデシュ、ジュネーブ軍縮会議日本政府代表部、在ハンガリー特命全権大使を歴任した。。

## 略歴
1956年、外交官試験に合格し、東京大学法学部を中退し、外務省に入省した。国際連合局軍縮室長、同科学課長、在オーストラリア大使館参事官、 在ソビエト連邦大使館参事官、大蔵省国際金融局投資第3課長、外務省大臣官房参事官、 欧亜局審議官を務めた。1983年に在シドニー総領事、1985年に在バングラデシュ大使、1989年に昭和天皇大喪の礼事務局長を務めた。査察担当審議官、外務省儀典長を経て、1992年にジュネーブ軍縮会議日本政府代表部大使、1995年に在ハンガリー大使を歴任した。1997年に外務省を退官した。
退官後は、ラヂオプレス理事長、外務省参与、国連軍縮諮問委員会委員、日本ハンガリー友好協会理事長などを歴任した。
2004年に「小さな親切」運動本部5代目代表に就任した。5期10年務め、2014年に代表を退任し、同年顧問に就任した。
2015年6月20日に死去した。

## 著書
- 田中義具・色摩力夫・渡邉昭夫著『今、国連そして日本』 (虎ノ門DOJOブックス)、自由国民社、2004年。